# SSV Merten
Der SSV Merten ist ein Fußballverein aus Bornheim im Rhein-Sieg-Kreis.

## Geschichte
Der Verein wurde im Jahre 1925 gegründet und spielte jahrzehntelang lediglich auf Kreisebene. Die Mertener stiegen im Jahre 1978 erstmals in die Landesliga Mittelrhein auf und musste vier Jahre später wieder absteigen. Anschließend rutschte der Verein bis auf die Kreisebene hinab. Im Jahre 1999 stieg der SSV erstmals in die Bezirksliga auf und musste gleich wieder absteigen. Erst im Jahre 2007 gelang der Wiederaufstieg in die Bezirksliga. Nur die schlechtere Tordifferenz gegenüber dem VfR Bachem verhinderte den direkten Durchmarsch in die Landesliga Mittelrhein. Schließlich gelang in der folgenden Spielzeit 2008/09 der Aufstieg in die Landesliga. Dort pendelten die Mertener zunächst zwischen Mittelmaß und Abstiegskampf. In der Saison 2012/13 wurde der SSV Merten Vizemeister hinter dem Bonner SC. Gemäß der Quotientenregelung waren die Mertener besser als der Vizemeister der Parallelstaffel SV Eilendorf und stiegen dadurch in die Mittelrheinliga auf. 
Als Viertletzter der Saison 2013/14 stieg der SSV gleich wieder ab. Die Vereinsführung legte zunächst Protest ein. Stein des Anstoßes war die zweite Mannschaft von Bayer 04 Leverkusen, die aus der Regionalliga West zurückgezogen wurde und auf seinen Startplatz in der Mittelrheinliga verzichtete. Der Fußball-Verband Mittelrhein bewertete die Leverkusener dennoch als Absteiger in die Mittelrheinliga, wodurch die Mertener absteigen mussten. Der Protest wurde vom Verband abgewiesen. Drei Jahre später stiegen die Mertener erneut in die Mittelrheinliga auf, ehe als Vorletzter der Saison 2018/19 der erneute Abstieg in die Landesliga erfolgte. Fünf Jahre später wurden die Mertener Vizemeister ihrer Landesligastaffel hinter dem FC Pesch und stiegen aufgrund der Quotientenregelung in die Mittelrheinliga auf.
Die Saison 2024/25 schlossen die Mertener als Vizemeister hinter dem Meister und Regionalliga-Aufsteiger Bonner SC ab. Dieser 2. Platz stellt das bis dahin beste Ergebnis des SSV Merten dar.

## Persönlichkeiten
- Rolf-Christel Guié-Mien
- Dominic Reinold